# Odile Crick
Odile Speed, conocida como Odile Crick (King's Lynn, Norfolk, 11 de agosto de 1920-La Jolla, California, 5 de julio de 2007), fue una artista británica conocida por su dibujo de la estructura de doble hélice del ADN descubierta por su esposo Francis Crick y su compañero James D. Watson en 1953.

## Primeros años
Odile Speed nació en King's Lynn, Norfolk, Inglaterra, de madre francesa, Marie-Therese Josephine Jaeger, y de padre inglés, Alfred Valentine Speed, que era joyero. Cursaba estudios de arte en Viena cuando los nazis ocuparon Austria en 1938. Al regresar a Inglaterra, Speed se unió al Servicio Naval Real de Mujeres (WRNS) como conductora de camión. Sin embargo, sus habilidades en alemán la llevaron a trabajar como descifradora de códigos y traductora en el Almirantazgo británico, donde conoció a Francis Crick en 1945. Después de la guerra, continuó y finalizó sus estudios en la Escuela de Arte Saint Martin en Londres.

## Vida en Gran Bretaña
Odile Speed se casó con Francis Crick en 1949 y vivió en Cambridge. Odile Crick trabajó como profesora en lo que hoy es la Universidad Anglia Ruskin hasta el nacimiento de sus hijas Gabrielle y Jacqueline.
En 1953, Francis Crick y James Watson le pidieron que dibujara una ilustración de la doble hélice para su artículo sobre ADN para la revista Nature. El boceto se reprodujo ampliamente en libros de texto y artículos científicos y se ha convertido en el símbolo de la biología molecular. Terrence J. Sejnowski, del Instituto Salk de Estudios Biológicos, dijo: «Puede que sea el dibujo [científico] más famoso del siglo XX, ya que define la biología moderna». Aun así, al principio no dio importancia al descubrimiento.
A lo largo de su vida realizó varias exposiciones de desnudos femeninos. Entre sus modelos se encontraban las au pairs que cuidaba a sus hijos y las secretarias de su marido. En la década de 1960, el matrimonio Crick también fue conocido por sus fiestas en Cambridge y en su casa de campo cerca de Haverhill.

## Vida en California
Cuando su esposo se convirtió en profesor en el Instituto Salk en la década de 1970, se mudaron a California.
Odile Crick falleció a los 86 años en La Jolla, California, a causa de un cáncer. El 12 de octubre de 2007, se celebró una exposición en memoria de su contribución al arte en el Instituto Salk, La Jolla.